# Демчук Михайло Васильович
Демчу́к Миха́йло Васи́льович (* 4 листопада 1930—16 жовтня 2013) — український вчений у галузі фізіології сільськогосподарських тварин. Доктор ветеринарних наук, професор. Академік АН ВШ України з 2005 р.

## Біографія
Народився в с. Вілька-Ліщанська (тепер — Холмський повіт Люблінського воєводства, Польща) в селянській сім'ї, яку в 1945 р. було переселено в Україну. У 1954 р. закінчив з відзнакою ветеринарний факультет Львівського зооветеринарного інституту. Кандидатську дисертацію захистив у 1958 р. і був направлений у Львівський зооветеринарний інститут. З 1958 по 1960 р. — асистент кафедри мікробіології і зоогігієни цього інституту, а з 1960 р. — доцент цієї ж кафедри. Після створення самостійної кафедри зоогігієни у 1967 р. був обраний її завідувачем. У 1975 р. захистив докторську дисертацію на тему: «Вплив умов утримання на функціональний стан організму великої рогатої худоби». З 1979 р. — професор кафедри гігієни тварин. У 1974–2001 рр. очолював також факультет підвищення кваліфікації і перепідготовки Львівської державної академії ветеринарної медицини.

## Наукова діяльність
Здійснив ґрунтовні дослідження функціонального стану організму тварин (великої рогатої худоби, свиней, птиці), розробив методику і дав зоогігієнічну оцінку основних систем утримання різних вікових і продуктивних груп (корів, молодняку, телят, свиноматок, поросят, курей-несучок, курчат-бройлерів). На основі одержаних експериментальних даних були внесені доповнення і поправки до зоогігієнічних нормативів утримання цих видів тварин і птиці, які ввійшли до ВНТП. Модифікував ряд зоогігієнічних, фізіологічних і клінічних методів дослідження. Зараз досліджує вплив на організм тварин умов утримання, що склалися в господарствах, які вибрали сучасні (інтенсивні та інтенсивно-інтегровані технології виробництва продукції.
Автор понад 350 робіт (зокрема 2-х посібників, довідника і монографії).
Підготував 2-х докторів і 20 кандидатів наук.
Член двох спеціалізованих рад із захисту кандидатських і докторських дисертацій з гігієни тварин і ветеринарної санітарії.
Член Міжнародного товариства зоогігієністів (ISAH), представляє Україну в правлінні цього товариства. Заслужений діяч науки і техніки України (1997).